# Powiat Ostrowski (Woiwodschaft Masowien)
Der Powiat Ostrowski ist ein Powiat (Kreis) in der polnischen Woiwodschaft Masowien. Der Powiat hat eine Fläche von 1218,1 km², auf der etwa 74.500 Einwohner leben. Die Bevölkerungsdichte betrug im Jahr 2004 bei 62 Einwohnern auf 1 km².

## Gemeinden
Der Powiat umfasst elf Gemeinden, davon eine Stadtgemeinde, eine Stadt-und-Land-Gemeinde sowie neun Landgemeinden.

### Stadtgemeinde
- Ostrów Mazowiecka

### Stadt-und-Land-Gemeinde
- Brok

### Landgemeinden
- Andrzejewo
- Boguty-Pianki
- Małkinia Górna
- Nur
- Ostrów Mazowiecka
- Stary Lubotyń
- Szulborze Wielkie
- Wąsewo
- Zaręby Kościelne